# Компанія Нової Франції
Компанія ста акціонерів Нової Франції (фр. Compagnie des Cent-Associés de la Nouvelle-France; офіційно Compagnie de la Nouvelle-France, або розмовно Compagnie des Cent-Associés або Compagnie du Canada) — французька торгова компанія, що займалася колонізацією Нової Франції. Була створена 29 квітня 1627 року за розпорядженням кардинала Рішельє. Замінила собою, Компанію Монморансі, що не займалася справами колонії. Стала першою з європейських компаній, заснованих в XVII столітті, що влаштувалася в Канаді.

## Історія компанії
Компанія Нової Франції, також звана Компанією ста акціонерів або Канадською компанією, була першою спробою колонізації Францією Америки. Кожен зі ста акціонерів, якими були в тому числі Самюель де Шамплен і Рішельє, вносив по 3000 ліврів, і в сумі складався досить перспективний для цієї компанії початковий капітал.
Ця компанія функціонувала за тією ж схемою, що і попередні. Монополія на всю торгівлю була надана їй навіки, а монополія на торгівлю хутром — на 15 років, протягом яких вона зобов'язувалася за свій рахунок поселити 4000 колоністів, управляти колонією, забезпечувати захист території і займатися зверненням індіанців в католицтво.
З 1629 по 1635 роки лейтенантом компанії в Новій Франції був Самюель де Шамплен. При французькому королівському ладі кожна громада управлялася володарем і священиком, а також магістратом, який призначається володарем і священиком.
З 1628 року компанія направила з Франції 400 солдатів строкової служби, які були перехоплені англійським флотом в затоці Святого Лаврентія. Компанія була доведена до межі банкрутства, а агресивність ірокезів не дозволяла їй відновити своє фінансову стійкість в прийдешні роки. Вона поступилася свою монополію Компанії поселенців, що складалася з канадських торговців, які з гріхом навпіл намагалися добувати хутро.
У 1663 році Людовик XIV припинив діяльність Компанії Нової Франції і, за допомогою свого міністра Жана-Батиста Кольбера, сам став керувати своєю колонією.